# High card points
High card points (afkorting: HCP) is een puntentelling die in het kaartspel bridge wordt gebruikt om de waarde van de kaarten in een hand te beoordelen. Deze puntentelling wordt niet gebruikt voor de score, maar dient alleen tijdens het bieden om de sterkte van een hand te beoordelen en (middels het bieden) te communiceren.
De vier hoogste kaarten –de plaatjes– worden in dit verband als volgt gewaardeerd:
- Aas = 4 HCP
- Heer = 3 HCP
- Vrouw = 2 HCP
- Boer = 1 HCP

Deze telling is bedacht door Milton C. Work in zijn boek "Contract Bridge for All" (Uitgever J.Winston, 1929). Hij is enkele jaren
later populair geworden door het werk van Charles Goren. Optelling geeft 10 punten per kleur en 40 punten per spel. De grote kracht van deze puntentelling ligt in de eenvoud, alhoewel het algemeen bekend is dat heren en vrouwen worden overgewaardeerd en azen en boeren ondergewaardeerd. De telling houdt uiteraard geen rekening met de plaatsing van honneurs of de lengte van een kleur.